# (2002) Euler
(2002) Euler es un asteroide perteneciente al cinturón de asteroides descubierto el 29 de agosto de 1973 por Tamara Mijáilnovna Smirnova desde el Observatorio Astrofísico de Crimea, en Naúchni.

## Designación y nombre
Euler se designó al principio como 1973 QQ1.
Más adelante fue nombrado en honor al matemático suizo Leonhard Euler (1707-1783).

## Características orbitales
Euler órbita a una distancia media del Sol de 2,418 ua, pudiendo acercarse hasta 2,251 ua y alejarse hasta 2,584 ua. Tiene una excentricidad de 0,06874 y una inclinación orbital de 8,502 grados. Emplea en completar una órbita alrededor del Sol 1373 días.

## Características físicas
La magnitud absoluta de Euler es 12,4. Tiene 17,44 km de diámetro y emplea 5,993 horas en completar una vuelta sobre su eje. Su albedo se estima en 0,0839.